# Jérusalem (lied)
Jérusalem is naast een album, ook een nummer van de Ivoriaanse reggaezanger Alpha Blondy.
Het nummer is afkomstig van het gelijknamige album uit 1986.

## Tekst
De tekst van Jerusalem bestaat uit Hebreeuwse en Engelse teksten.  Het nummer gaat over Israël, en welke religieuze groepering recht heeft op de stad. 
Tijdens optredens wordt de intro van het nummer vervangen door Psalm 23. 